# Derby della Mole
Derby della Mole (hrv. Torinski derbi) je talijanski nogometni derbi između Juventusa i Torina. To je derbi dva najveća kluba iz Pijemonta. To je najstariji nogometni derbi u Italiji, a prva utakmica odigrana je davne 1907. godine. Torino su nakon svađe unutar Juventusa odlučili osnovati 'odbjegli' članovi kluba i od tada traje veliko rivalstvo. Torino je u prošlosti bio puno uspješniji, za razliku od Juventusa koji je najveći talijanski klub, no unatoč velikoj razlici u snagi među ova dva kluba, derbi je uvijek željno čekan s obje strane.

## Početci
Torinski derbi najstariji je talijanski nogometni derbi osnovan 1907. godine nakon što je grupa Juventusovih pobunjenika u prosincu 1906. odlučila osnovati Torino a do raspada među članovima Juventusa došlo je nakon svađe vezane za preseljenje kluba u neki drugi grad. Među disidentima je bio i raniji predsjednik Juventusa, Alfredo Dick. Uoči prvog derbija netko se Dicku osvetio tako što ga je zaključao u svlačionicu te on nije mogao gledati razvoj događaja na prvoj utakmici ova dva kluba.
Derbi je dobio ime Derby della Mole po Mole Antonelliani, najpoznatijoj znamenitosti grada Torina.
Ovaj derbi također simbolizira i podijeljenju radničku klasu u regiji i glavnome gradu regije, Torinu, koji je jedan od najvećih industrijskih gradova sjeverne Italije. Juventus je klub koji je dugo vremena bio u vlasništvu obitelji Agnelli, koja je ujedno i vlasnik Fiata, a torinski pisac i filmski direktor Mario Soldati jednom je opisao Juventus kao momčad gospode, začetnika industrije, Jezuita, konzervativaca i te buržujskih bogataša, dok je Torino opisao kao momčad radničke klase, radnika koji su iz provincijskog dijela države došli u grad, te siromašne klase.

### Samo je jedan imao sreće
Torino, grad u regiji Pijemontu, imao je do 1949. dva nogometna diva, Juventus i Torino, koji su i danas jedini uz Inter osvojili naslov prvaka 5 puta za redom. Juventusu je to uspjelo '30-ih, a Torinu '40-ih godina prošloga stoljeća.
Međutim, baš kada su osvojili petu uzastodnu titulu, momčad Il Grande Torina (hrv. Veliki Torino) zadesila je velika nesreća kada se na Supergi, brdu iznad Torina avion koji je prevozio sve igrače i članove kluba srušio.
Mogao je to danas biti jedan od najjačih svjetskih nogometnih derbija, no sudbina je htjela drugačije. Juve i Toro, dva velika kluba, od kojih je samo jedan imao sreće opstati na vrhu, dok je drugoga na vrhuncu snage sasjekla tragedija, od koje se nije nikada oporavio. Il Grande Torino danas se smatra jednom od najvećih momčadi svih vremena.
Juventus je ostao kakav je i bio, talijanski nogometni velikan, no iako je Torino puno toga izgubio tragedijom, rivalstvo između dva kluba nije zamrlo.

## Prazan džep, crveno srce
Kao što je opisao romanopisac Mario Soldati u djelu 'Priča o dva grada', 1964. godine, Juventus je privlačio imućnije građane, industrijalce, fakultetski obrazovane i folozofski nastrojene, a za Torino je navijala radnička klasa, ljudi koji su završili tehničke škole, stanovnici obližnjih sela i siromasi.
Međutim, baš u šezdesetima i sedamdesetima prošloga stoljeća mnogi doseljenici s juga, većinom radnici u pogonu Fiata počeli navijati za Juventus, znajući da im je šef Gianni Agnelli ujedno i predsjednik Juventusa.
Tako je i u kasnijim vremenima dobar dio Juventusovih navijača dolazio iz redova proleterijata, dok su pravi Torinezi ustali u obranu urbanog identiteta svrstavši se iza kluba koji nosi ime grada.
Juveovi navijači ismijavaju suprotnu stranu povicima drugorazredni i slabići dok s druge strane navijači Torina povikuju prevaranti s obzirom na Juventusov ukaljan ugled nakon izbacivanja u drugu ligu 2006., te ismijavaju to što u Italiji većina ljudi navija za Juventus, a u Torinu ne mogu imati većinu. Tako je i došla fraza: U Italiji vas je najviše, a u Torinu ste samo tri seljačine. Tako su navijači Torina aludirali na tri Juventusove navijačke skupine iz Torina.
Gledajući riznicu trofeja ona je uvjerljivo na strani Bianconera, no ni Bikovi se nemaju čega stidjeti. Do tragedije na brdu Superga oba su kluba bila podjednako uspješna, no od 1949. Torino se našao u velikim kadrovskim i ekonomskim poteškoćama. Nakon duge krize Torino se tek prividno uspio vratiti u vrh talijanskog nogometa kada su u sezoni 1975./76. osvojili naslov talijanskog prvaka.
Za Scudetto je Torino konkurirao još u osamdesetima, da bi početkom devedesetih, sa svojom zadnjom istinskom velikom momčadi igrao u finalu kupa UEFA 1992. i osvojio talijanski kup 1993. godine.
Budući da je veliki dio svoje povijesti proveo kao financijski slabija strana, Torino svoj nedostatak nadoknađuje povećanom borbenošću, koja inače i karakterizira momke u crvenome iako nisu imali previše uspjeha protiv Juventusa. Taj borbeni duh navijači Torina nazivaju Cuore Granata (hrv. Grimizno srce), no isto tako imaju i navijači Juventusa naziv Cuore Bianconero (hrv. Crno-bijelo srce). S druge pak strane igrački jači Juventus vrlo rado čeka Torinski derbi iako on nije prioritet zbog borbe s puno jačim milanskim ili rimskim klubovima.

## Značajni rezultati za Torino
Dok se Juve posljednja četiri desetljeća naosvajao domaćih naslova te borio za europsku i svjetsku prevlast, navijači Torina u odsustvu titula zadovoljavaju se sporadičnim pobjedama nad gradskim rivalima. Među najslavnijima je trijum od 3:2 u ožujku 1983. kada je Juve sa sedam talijanskih reprezentativaca, Michelom Platinijem i Zbigniewom Boniekom (Boniek je onda bio veća zvijezda od Platinija!) vodio s 2:0 do 75. minute.
Legendarni su i uspjesi crvenih 1985. s 1:2 pogotkom Serene u 88. minuti, te 1995. s 3:2, oba puta protiv Juventusa krcatog zvijezdama. U sjećanju su i dvije utakmice iz sezone 2001./02. koje su završile neodlučeno. U prvoj je Torino izjednačio na 3:3 nakon što je gubio 3:0, a još je Marcelo Salas promašio jedanaesterac za Juventus.
U uzvratu, bilo je 2:2, a Juventusov igrač Enzo Maresca nakon što je zabio izjednačujući pogodak izazvao je navijače Torina praveći s prstima na glavi rogove i oponašajući bika, koji je simbol Torina. Naravno, taj potez Maresce Juventini ne mogu zaboraviti i jedan je od trenutaka iz gradskog derbija kojeg se najviše sjećaju.

## Osam godina bez derbija
Rivalstvo je preživjelo teško razdoblje, od 1996. do 2007. kada je prošlo osam godina bez iti jednog derbija. Većinom je uzrok bio boravak Torina u Serie B, no po prvi puta u povijesti je u sezoni 2006./07. Torino igrao u prvoj ligi, a Juventus ne.
Napokon, derbi se na veliku scenu vratio u sezoni 2007./08. Torinski derbi igrao se dvije sezone za redom, i od 4 utakmice Juventus je u tri pobijedio rezultatom 1:0, dok je jedna utakmica završila bez pogodaka. Ubrzo je Torino ponovno ispao u drugu ligu te se na novi derbi trebalo čekati 4 godine, a prvi derbi nakon 4 godine pauze igrat će se u sezoni 2012./13.

## Neredi
Nasilje nije strano u susretima crvenih i crno-bijelih, kao što je pokazao dugoočekivani susret iz 2007. Tada je u raznim tučnjavama s policijom uhićeno preko 40 navijača, dva su policajca ozlijeđena, jedan je kontejner zapaljen te su mnogi automobili i izlozi oštećeni. To je vjerojatno bio način kojim su si pristalice oba kluba htjeli pokazati koliko su si međusobno nedostajali tijekom godina.

## Međusobni omjeri
Juventus je naravno puno uspješniji u međusobnim susretima, no i Torino je imao zapažen broj pobjeda nad gradskim rivalima.
Statistika vrijedi od zadnjeg susreta, 7. ožujka 2009.
|                               | Broj utakmica | Pobjede Juventusa | Neriješeni rezultati | Pobjede Torina | Golovi Juventusa | Golovi Torina |
| Prvenstvo(Serie A)            | 162           | 67                | 46                   | 49             | 239              | 202           |
| Ratno prvenstvo               | 6             | 3                 | 2                    | 1              | 12               | 12            |
| Doigravanje                   | 2             | 0                 | 1                    | 1              | 0                | 1             |
| Coppa Italia (Talijanski kup) | 16            | 7                 | 5                    | 4              | 20               | 17            |
| Službene utakmice             | 186           | 77                | 54                   | 55             | 271              | 232           |
| Prijateljske utakmice         | 41            | 16                | 8                    | 17             | 75               | 77            |
| Sveukupno                     | 227           | 93                | 62                   | 72             | 346              | 309           |

## Rezultati
| Sezona    | Natjecanje       | Datum       | Domaćin  | Rezultat | Gost     |
| --------- | ---------------- | ----------- | -------- | -------- | -------- |
| 1970./71. | Serie A          | 22.11.1970. | Torino   | 2 – 1    | Juventus |
| 1970./71. | Serie A          | 21.03.1971. | Juventus | 3 – 3    | Torino   |
| 1971./72. | Serie A          | 05.12.1971. | Juventus | 2 – 1    | Torino   |
| 1971./72. | Serie A          | 26.03.1972. | Torino   | 2 – 1    | Juventus |
| 1971./72. | Coppa Italia     | 08.05.1972. | Juventus | 2 – 1    | Torino   |
| 1971./72. | Coppa Italia     | 28.05.1972. | Torino   | 2 – 1    | Juventus |
| 1972./73. | Serie A          | 05.11.1972. | Torino   | 2 – 1    | Juventus |
| 1972./73. | Serie A          | 04.03.1973. | Juventus | 0 – 2    | Torino   |
| 1973./74. | Serie A          | 07.12.1975. | Torino   | 0 – 1    | Juventus |
| 1973./74. | Serie A          | 31.03.1974. | Juventus | 1 – 1    | Torino   |
| 1974./75. | Serie A          | 08.12.1974. | Juventus | 0 – 0    | Torino   |
| 1974./75. | Serie A          | 30.03.1975. | Torino   | 3 – 2    | Juventus |
| 1975./76. | Serie A          | 07.12.1975. | Torino   | 2 – 0    | Juventus |
| 1975./76. | Serie A          | 28.03.1976. | Juventus | 0 – 2    | Torino   |
| 1976./77. | Serie A          | 05.12.1976. | Juventus | 0 – 2    | Torino   |
| 1976./77. | Serie A          | 03.04.1977. | Torino   | 1 – 1    | Juventus |
| 1977./78. | Serie A          | 11.12.1977. | Torino   | 0 – 0    | Juventus |
| 1977./78. | Serie A          | 02.04.1978. | Juventus | 0 – 0    | Torino   |
| 1978./79. | Serie A          | 19.11.1978. | Juventus | 1 – 1    | Torino   |
| 1978./79. | Serie A          | 25.03.1979. | Torino   | 0 – 1    | Juventus |
| 1979./80. | Serie A          | 21.10.1980. | Torino   | 1 – 2    | Juventus |
| 1979./80. | Serie A          | 24.02.1980. | Juventus | 0 – 0    | Torino   |
| 1979./80. | Coppa Italia 1/2 | 26.04.1980. | Juventus | 0 – 0    | Torino   |
| 1979./80. | Coppa Italia 1/2 | 30.04.1980  | Torino   | 0 – 0 1  | Juventus |
| 1980./81. | Serie A          | 26.10.1980. | Juventus | 1 – 2    | Torino   |
| 1980./81. | Serie A          | 15.04.1981. | Torino   | 0 – 2    | Juventus |
| 1981./82. | Coppa Italia     | 06.09.1981. | Juventus | 0 – 1    | Torino   |
| 1981./82. | Serie A          | 25.10.1981. | Torino   | 0 – 1    | Juventus |
| 1981./82. | Serie A          | 07.03.1982. | Juventus | 4 – 2    | Torino   |
| 1982.83.  | Serie A          | 21.11.1982. | Juventus | 1 – 0    | Torino   |
| 1982.83.  | Serie A          | 27.03.1983. | Torino   | 3 – 2    | Juventus |
| 1983./84. | Serie A          | 23.10.1983. | Torino   | 2 – 1    | Juventus |
| 1983./84. | Serie A          | 26.02.1984. | Juventus | 2 – 1    | Torino   |
| 1984./85. | Serie A          | 18.11.1984. | Juventus | 1 – 2    | Torino   |
| 1984./85. | Serie A          | 31.04.1985. | Torino   | 0 – 2    | Juventus |

| Season    | Natjecanje       | Datum       | Domaćin  | Rezultat | Gost     |
| --------- | ---------------- | ----------- | -------- | -------- | -------- |
| 1985./86. | Serie A          | 13.10.1985. | Torino   | 1 – 2    | Juventus |
| 1985./86. | Serie A          | 16.02.1986  | Juventus | 1 – 1    | Torino   |
| 1986./87. | Serie A          | 14.12.1986. | Juventus | 1 – 0    | Torino   |
| 1986./87. | Serie A          | 26.04.1987. | Torino   | 1 – 1    | Juventus |
| 1987./88. | Serie A          | 03.01.1988. | Torino   | 2 – 2    | Juventus |
| 1987./88. | Coppa Italia 1/2 | 06.04.1988. | Torino   | 2 – 0    | Juventus |
| 1987./88. | Coppa Italia 1/2 | 20.04.1988. | Juventus | 2 – 1    | Torino   |
| 1987./88. | Serie A          | 01.05.1988. | Juventus | 2 – 1    | Torino   |
| 1988./89. | Serie A          | 31.12.1988. | Juventus | 1 – 0    | Torino   |
| 1988./89. | Serie A          | 14.05.1989. | Torino   | 0 – 0    | Juventus |
| 1990./91. | Serie A          | 09.12.1990. | Torino   | 1 – 1    | Juventus |
| 1990./91. | Serie A          | 14.04.1991. | Juventus | 1 – 2    | Torino   |
| 1991./92. | Serie A          | 17.11.1991. | Juventus | 1 – 0    | Torino   |
| 1991./92. | Serie A          | 05.04.1992. | Torino   | 2 – 0    | Juventus |
| 1992./93. | Serie A          | 22.11.1992. | Torino   | 1 – 2    | Juventus |
| 1992./93. | Coppa Italia 1/2 | 09.03.1993. | Torino   | 1 – 1    | Juventus |
| 1992./93. | Coppa Italia 1/2 | 31.03.1993. | Juventus | 2 – 2 2  | Torino   |
| 1992./93. | Serie A          | 10.04.1993. | Juventus | 2 – 1    | Torino   |
| 1993./94. | Serie A          | 03.10.1993. | Juventus | 3 – 2    | Torino   |
| 1993./94. | Serie A          | 20-02-1995  | Torino   | 1 – 1    | Juventus |
| 1994./95. | Serie A          | 25.01.1995. | Torino   | 3 – 2    | Juventus |
| 1994./95. | Serie A          | 09.04.1995. | Juventus | 1 – 2    | Torino   |
| 1995./96. | Serie A          | 03.12.1995. | Juventus | 5 – 0    | Torino   |
| 1995./96. | Serie A          | 06.04.1996. | Torino   | 1 – 2    | Juventus |
| 1999./00. | Serie A          | 07.11.1999. | Torino   | 0 – 0    | Juventus |
| 1999./00. | Serie A          | 19.03.2000. | Juventus | 3 – 2    | Torino   |
| 2001./02. | Serie A          | 14.10.2001. | Juventus | 3 – 3    | Torino   |
| 2001./02. | Serie A          | 24.02.2002. | Torino   | 2 – 2    | Juventus |
| 2002./03. | Serie A          | 17.11.2002. | Torino   | 0 – 4    | Juventus |
| 2002./03. | Serie A          | 05.04.2003. | Juventus | 2 – 0    | Torino   |
| 2007./08  | Serie A          | 30.09.2007. | Torino   | 0 – 1    | Juventus |
| 2007./08  | Serie A          | 26.02.2008. | Juventus | 0 – 0    | Torino   |
| 2008./09. | Serie A          | 25.10.2008. | Juventus | 1 – 0    | Torino   |
| 2008./09. | Serie A          | 07.03.2009. | Torino   | 0 – 1    | Juventus |
| 2012./13. | Serie A          | 01.12.2012. | Juventus | 3 – 0    | Torino   |
| 2012./13. | Serie A          | 28.04.2013. | Torino   | 0 – 2    | Juventus |

1 1979./80. Torino je prošao u finale talijanskog kupa pobjedom pobjedom 4:2 izvođenjem jedanaesteraca nakon što su prva dva susreta završila bez pogodaka.

2 1992./93. Torino je prošao u finale talijanskog kupa zbog više zabijenih pogodaka u gostima.

## Vanjske poveznice
|  | Zajednički poslužitelj ima još gradiva o temi Derby della Mole |